# Radicale Democratische Partij (Bulgarije)
De Radicale Democratische Partij (Bulgaars: Радикалдемократическа партия, Radikaldemokratitsjeska Partija, RDP) is een liberale politieke partij in Bulgarije. 

## Geschiedenis
De RDP was een afsplitsing van de Democratische Partij en werd in 1905 gesticht door Naicho Tsanov (1857-1923). Haar aanvang vond de partij onder de middenklasse, kleine ambtenaren, leraren en de intelligentsia. In 1922 werd de partijnaam gewijzigd in Radicale Partij (RP). De radicalen stonden afkerig ten opzichte van de regering van de Bulgaarse Agrarische Nationale Unie (1919-1923) en na de staatsgreep van 9 juni 1923 trad de RP toe tot de Democratische Alliantie (DA) van rechtse en burgerlijke partijen die de nieuwe regering vormde. Een deel van de RP vormde vanaf 1924 een oppositionele radicale partij die tegenstander was van de regering. In 1931 trad de RP toe tot het Volksblok, de coalitieregering, die echter bij de staatsgreep van 1934 werd afgezet. De nieuwe militaire regering verbood alle politieke partijen, waaronder de RP. De partij bleef echter semilegaal functioneren en maakte sinds 1935 deel uit van de "Coalitie van Vijf", een samenwerkingsverband van vijf politieke partijen die streefden naar het herstel van de democratie.
In 1945 werd de Radicale Partij onder naam Radicale Partij (Verenigd) (RP (o)) heropgericht en sloot zich echter aan bij het door de communistische partij gedomineerde Vaderlands Front (OF). De RP (o) ging op 6 maart 1949 over tot zelfontbinding. Een deel van de oude aanhang die tegen samenwerking met de communisten was vormde een alternatieve radicale partij die in 1949 werd opgeheven.
Op 4 december 1989 werd de partij, onder de oude naam Radicale Democratische Partij (RDP) opnieuw opgericht. Elka Konstantinova werd gekozen tot eerste voorzitter en Michail Nedeltsjev werd gekozen tot plaatsvervangend voorzitter. Op 7 december van dat jaar sloot de RDP zich aan bij de Unie van Democratische Krachten (SDS). Tijdens een partijcongres in 1995 viel de RDP uiteen in twee partijen: het deel dat er voor koos om binnen de SDS te opereren behield de partijnaam, terwijl een deel dat zelfstandig wilde opereren de naam Vrije Radicale Democratische Partij aannam. Deze partij hield al spoedig op te bestaan. Aleksandar Jordanov was van 1993 tot 2000 voorzitter van de RDP.
De RDP maakte deel uit van de Blauwe Coalitie (2009-2012) en daarna van de SDS-coalitie (2013-). De partij neemt deel aan verschillende verkiezingen, vrijwel altijd als onderdeel van een kartel. De RDP is niet vertegenwoordigt in de Nationale Vergadering maar wel in enkele gemeenteraden. 
De huidige voorzitter (2022) is Zahari Petkov.

## Ideologie
De RDP is een liberale partij met een centrumrechts profiel. De partij is voorstander van het lidmaatschap van Bulgarije van de Europese Unie en de NAVO.